# Bebeli jezik
Bebeli jezik (banaule, beli, benaule, kapore, yangura; ISO 639-3: bek), austronezijski jezik sjevernonovogvinejske skupine kojim govori 1 050 ljudi (1982 SIL) u Papui Novoj Gvineji, u provinciji Zapadna Nova Britanija na zaljevu Stettin Bay. 
Jedan je od 9 arawe jezika u kojoj s još tri jezika čini istočnu podskupinu. Nije isto što i beli [bey] iz provincije Sandaun.

## Vanjske poveznice
- Ethnologue (14th)
- Ethnologue (15th)